# Rosário do Sul
Rosário do Sul là một đô thị thuộc bang Rio Grande do Sul, Brasil. Đô thị này có diện tích 4466 km², dân số năm 2007 là 40553 người, mật độ 9,08 người/km².